# Phylloscartes eximius
Phylloscartes eximius là một loài chim trong họ Tyrannidae.